# جون إس. ماسون
جون إس. ماسون (بالإنجليزية: John S. Mason)‏ هو ضابط أمريكي، ولد في 21 أغسطس 1824 في ستوبنفيل في الولايات المتحدة، وتوفي في 29 نوفمبر 1897 في واشنطن العاصمة في الولايات المتحدة.